# Macropodus ocellatus
Macropodus ocellatus – gatunek słodkowodnej ryby okoniokształtnej z rodziny guramiowatych (Osphronemidae). Wykorzystywany jako ryba akwariowa. Mylony z wielkopłetwem wspaniałym, przez wielu autorów był opisywany pod jego synonimiczną nazwą Macropodus chinensis.

## Zasięg występowania
Zasięg występowania tego gatunku obejmuje Chiny, Japonię i Koreę. W rosyjskiej części  dorzecza Amuru pojawił się prawdopodobnie w wyniku introdukcji.

## Opis
Dorasta do 6,2 cm długości standardowej. 
Biologia podobna do Macropodus opercularis. Dobrze przystosowuje się do niskich temperatur; czasami obserwowane są dorosłe i młode osobniki aktywne pod pokrywą lodową.

## Status i zagrożenia
Według stanu z 2018 gatunek ten nie figuruje w Czerwonej księdze gatunków zagrożonych Międzynarodowej Unii Ochrony Przyrody (IUCN).